# Theatre Royal (Birmingham)

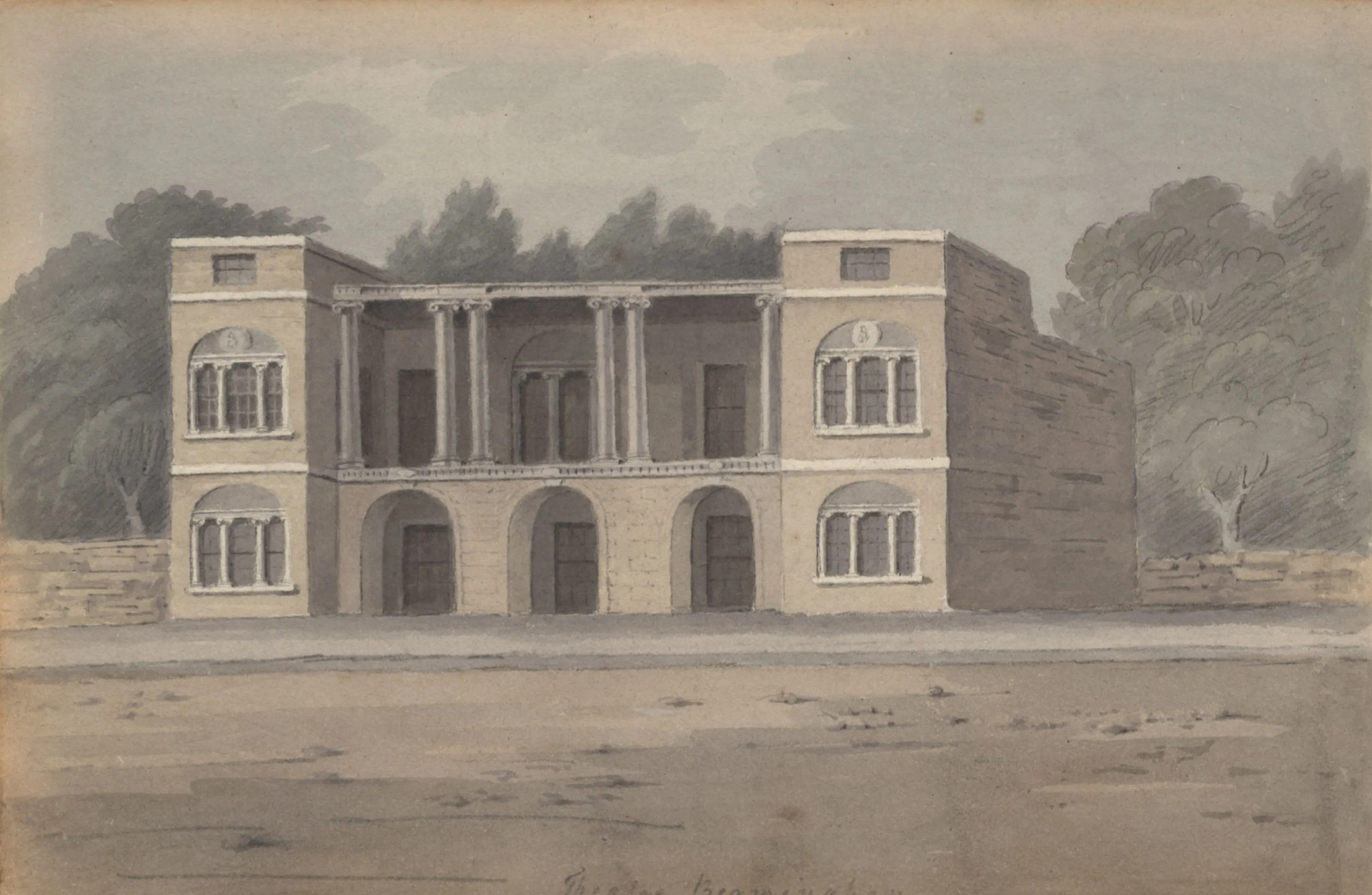
Das Theater, etwa 1774–1779, Aquarell, Hubert Cornish zugeschrieben

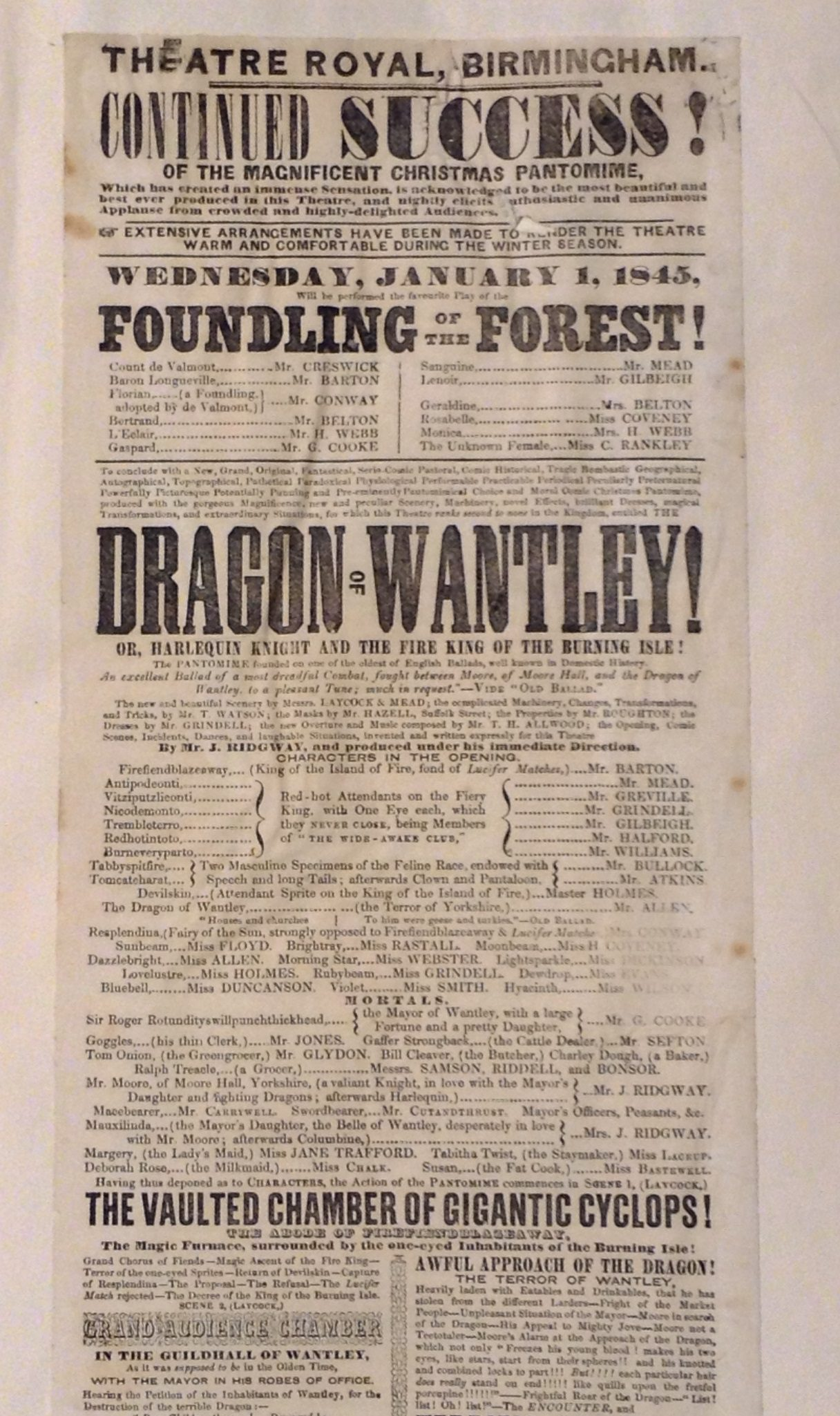
Theaterplakat, mit Ankündigungen des Januars 1845

Das Theatre Royal,  bis 1807 das New Street Theatre, oder verkürzend New Theatre, war ein Theater mit 2000 Sitzplätzen in der New Street in Birmingham, England. Es wurde am 20. Juni 1774 eröffnet und im Dezember 1956 abgerissen.

## Erster Bau
Das erste Theater wurde für 4.000 Pfund von Richard Yates in Auftrag gegeben und von dem Architekten Thomas Saul errichtet. Das Auditorium bot Platz für rund 2.000 Personen. Wie in einer frühen Zeichnung ersichtlich, wurde das Theater als hinterwärtige Erweiterung der bestehenden Gaststätte „Shakespeare Tavern“, gebaut. Die Shakespeare Tavern, nach seiner Besitzerdynastie auch „Bragg's Vaults“ genannt, überstand alle nachfolgenden Theaterbrände, und wurde im Jahr 1902 endgültig abgerissen. Dabei wechselte sie auch mal den Platz. War die Schänke zunächst auf der Frontseite des Theaters, befand sie sich später hinter, bzw. unter dem Gebäude.

## Zweites Theater
Am 17. August 1792 brannte das Theater weitgehend aus. Nur die, 1780 durch den Architekten Samuel Wyatt hinzugefügte, neue Fassade und  Portikus blieben erhalten. Als Grund wurde Brandstiftung angenommen, da bereits zuvor versucht worden sein soll das Gebäude anzuzünden. Der Wiederaufbau erfolgte zügig. Der Name des bis  dahin nur als „New (Street) Theatre“ bekannten Hauses wurde nach Verleihung eines Royal Patent am 1. August 1807 in Theatre Royal umbenannt.

## Drittes Theater
In der Nacht vom  6. auf den 7. Januar 1820 brannte das Theater erneut. Der erste Alarm wurde um ein Uhr gegeben, nachdem heimgehende Gäste einer nahen Feier die Flammen bemerkten, die aus dem Gebäude schlugen. Um drei Uhr stürzte das Dach in sich zusammen. Eine vermutete Ursache war, dass die mit leichten Explosivstoffen getränkte Watte aus den Theatermusketen, die bei dem am Abend noch gegebenen Drama Pizarro, zur Verwendung kamen, den Brand durch Selbstentzündung ausgelöst haben könnten. Jedoch wurde letztlich eine Brandstiftung angenommen. Zwar kam niemand während des Feuers zu Schaden, jedoch bei den Wiederaufbauarbeiten brach, im verbliebenen Dachbereich auf Höhe der Bühne, eine horizontale gusseiserne Traverse. Die herabstürzenden Bauteile verletzten mehrere Bauarbeiter, davon einen tödlich. Daraufhin beschloss man, die Bauarbeiten ohne die Verwendung hitzempfindlicher gusseiserner Träger fortzuführen. So wurden die noch verbliebene Stützen aus Gusseisen entfernt.
1885 wurde der Turm des Schnürbodens durch eine neue Konstruktion ersetzt. Eine weitere Innenraumrenovierung erfolgte 1889. Diese umfasste eine Neutapezierung der Balkone sowie Aufpolsterung aller Sitze und im Parkett wurde ein Teppich verlegt.

## Viertes Theater

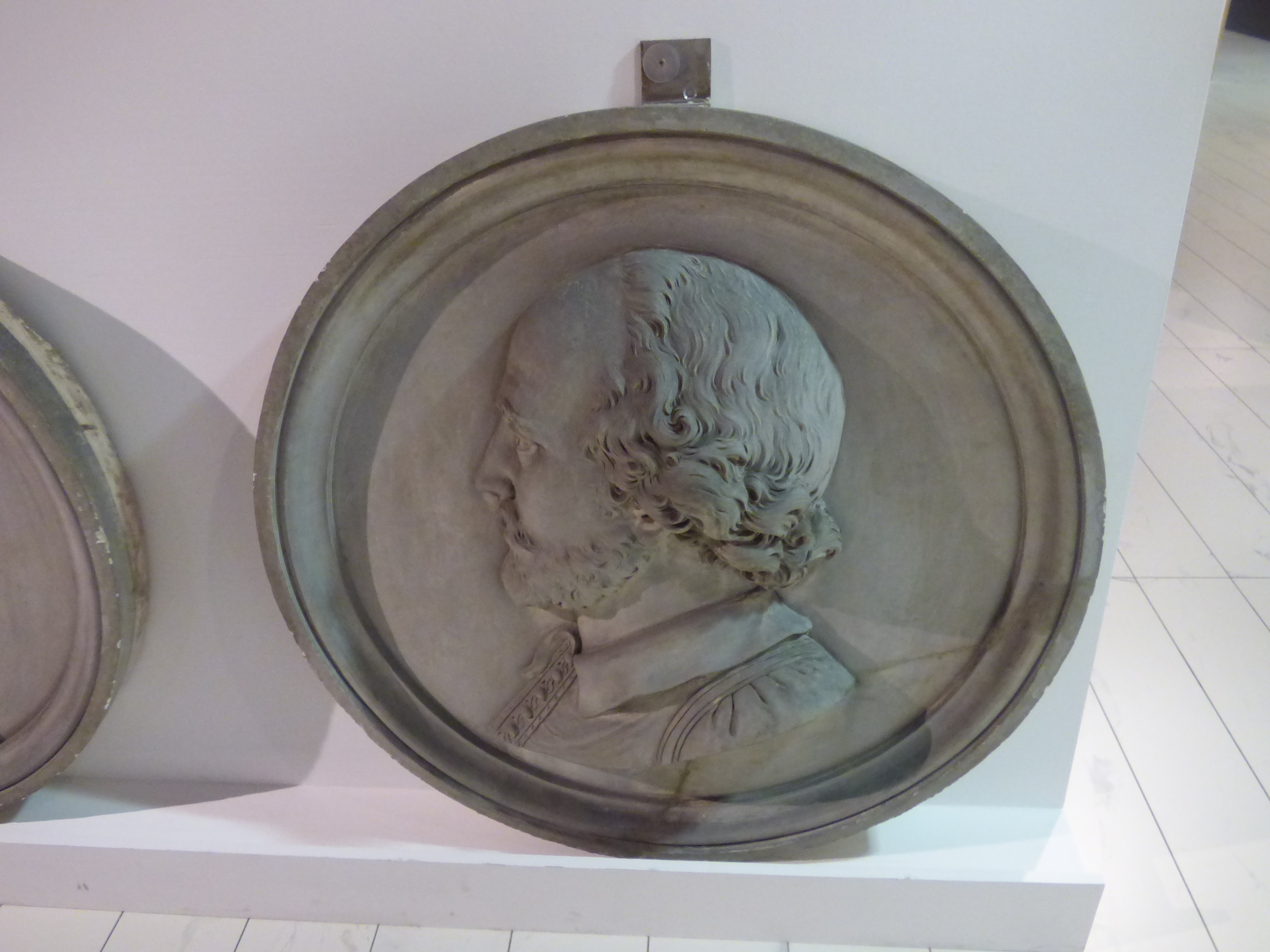
Die Plakette Shakespeares von der ursprünglichen Front des Theatre Royal

Im Jahr 1902 wurde das Theater vollständig abgerissen, und damit auch die Shakespeare Tavern, welche seit dem ersten Theaterbau und auch davor existierte. Erhalten sind lediglich zwei große Medaillons aus Coade-Stein von der Vorderseite des Theaters, die David Garrick (auf der linken Seite des Betrachters) und William Shakespeare darstellen. Sie sind in der Library of Birmingham ausgestellt.
Der nun erfolgte Neubau wurde vom Architekten Ernest Runtz (1859–1913) mit einer neuen Fassade im Adamstil entworfen. Die Kosten betrugen 50.000 Pfund. Der Auftraggeber war die Theatre Royal Birmingham Ltd. Am 16. Dezember 1904 wurde das neue Haus mit einer Inszenierung der Pantomime 'Babes in the Wood', einem Kindermärchen, eröffnet.
Der Zuschauerraum des neuen Theatre Royal wurde mit vier Ebenen, Parkett und drei Balkonen gestaltet und hatte eine Kapazität von 2.200 Personen. Die Bühne war 14 Meter tief und 22 Meter breit und der Orchestergraben fasste 17 Musiker.
Das Gebäude ist fünf Stockwerke hoch, bei einer Straßenhöhe von ungefähr 18 Metern und einer Gesamthöhe zwischen 21 und 22 Metern. Die Hauptmauern waren aus rotem Backstein, schmückende Elemente wurden aus Bath Stone im semiklassischen Stil der Zeit von George III. gefertigt. Es gab eine Kolonnade mit vier Geschäften. Der sieben Meter breite Haupteingang gab den Weg zur Abendkasse frei  und von dort ging es weiter links und rechts zum Parkettplätzen, Balkonen und 18 Logen. Daneben gab es weitere Ein- und Ausgänge. Die Farben des Innenraums waren in Grün, Weiß und Gold gehalten.
Das Theater gab während des Ersten Weltkriegs Gratisvorstellungen für verwundete Soldaten. 30.000 Veteranen kamen so in den Genuss. Auch während des Zweiten Weltkriegs blieb das Theater geöffnet.

## Endgültiger Abriss
Die letzte Vorstellung wurde am Abend des 15. Dezember 1956 mit einem Stück der musikalisch-komödiantischen Theatergruppe (Concert Party) Fol-de-Rolls gegeben. Ein Mitglied der Truppe, Howarth Nuttall, sagte später darüber „Sie begannen im Hintergrund das Theater abzureißen, während die Show lief.“. Der Bürgermeister Birminghams Ald. E. W. Apps hielt die Abschiedsrede und kurz darauf wurde das Gebäude vollständig abgerissen. An der Stelle des Theatre Royal wurde in den Jahren 1958–1964 ein Woolworth-Kaufhaus errichtet, welches aber heute verschiedene andere Geschäfte beherbergt. Die New Street ist an dieser Stelle heute auch eine verkehrsberuhigte Zone.